# کریستی استیونز
کریستی استیونز (انگلیسی: Christie Stevens؛ زادهٔ ۱۲ سپتامبر ۱۹۸۶) بازیگر پورنوگرافی اهل ایالات متحده آمریکا است.